# ジョアン・ラポルタ

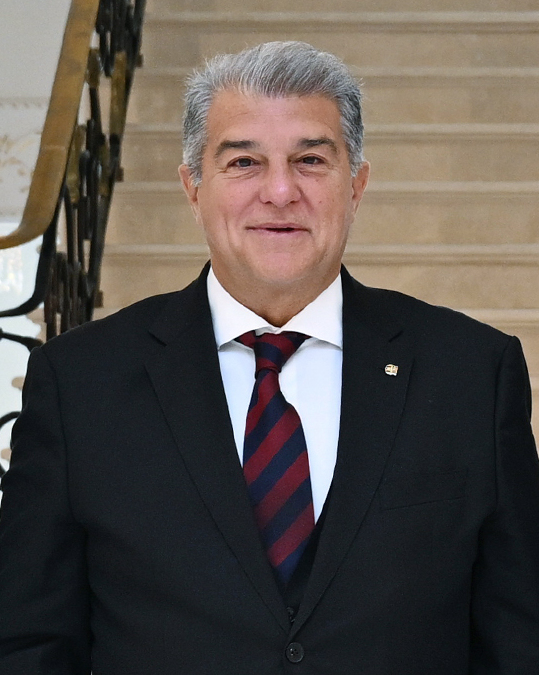
ジョアン・ラポルタ

ジョアン・ラポルタ・イ・エストルゥーチ（Joan Laporta i Estruch , 1962年6月29日 - ）は、スペイン・バルセロナ出身の弁護士。ラ・リーガのFCバルセロナ会長。

## 経歴
バルセロナ大学を卒業して弁護士となった。1998年のFCバルセロナ会長選挙でホセ・ルイス・ヌニェスが再選を果たした半年後、「エレファント・ブレウ(Elefant blau)」という組織を結成して、理事会に会長の不信任投票を要求したことで注目を集める。そして2003年の会長選挙においてデビッド・ベッカムの獲得を公約に掲げ、豊富な政治資金を使った選挙戦を繰り広げ当選を果たした。
ベッカム獲得は成らなかったものの、スポーツ部門のサンドロ・ロセイ副会長の活躍でブラジルのロナウジーニョの獲得に成功。長いヌニェス時代で硬直化したクラブに変革をもたらし、2004-05、2005-06シーズンのリーガ・エスパニョーラ2連覇、2005-06シーズンのUEFAチャンピオンズリーグ優勝など、ヨーロッパで最も成功したクラブとしての地位を復活させた。
2010年6月30日、任期満了に伴いFCバルセロナ会長を退任した。後任はサンドロ・ロセイ。
2015年会長選に出馬するも、前会長であるジョゼップ・マリア・バルトメウに1万以上の投票差をつけられ惨敗した。
2020年11月、バルトメウ辞任に伴う会長選への出馬を表明した。他候補を大きく上回る数の署名を提出し、世論調査でも大きくリードし、サンティアゴ・ベルナベウ近郊に横断幕を掲示して話題を集めるなど終始選挙戦を優位に進めた。2021年3月8日の投票では過半数の30,184票を集め、ビクトル・フォント（16,679票）、トニ・フレイシャ（4,769票）を破り新会長に選出された。選挙後には規定の保証金の工面が難航し、選挙やり直しの可能性も報じられたが、銀行保証を受け3月17日に正式に会長に就任した。就任式では去就が取り沙汰されるメッシの残留に尽力する意向を示したが、失敗した。